# FV103 Spartan
FV103 Spartan (тр. «Спе́ртан», укр. «спартанець») — гусеничний бронетранспортер британської армії. Розроблений як варіант БТР сімейства Combat Vehicle Reconnaissance (гусеничний).
Може перевозити до семи осіб, у тому числі трьох членів екіпажу. Озброєний одним кулеметом, зовні він майже не відрізняється від FV102 Striker. На відміну від типового використання бронетранспортера для піхоти, Spartan служить для переміщення спеціалізованих команд, таких як зенітно-ракетні групи.
Випущено протитанковий варіант Spartan під назвою FV120 Spartan MCT; він озброєний протитанковими ракетами MILAN.
Майже 500 одиниць Spartan були на озброєнні в британських збройних силах з моменту прийняття на озброєння в 1978 році; наразі їх замінюють новіші транспортні засоби.

## Будова і особливості
FV103 Spartan був розроблений в 1970-х роках як версія бронетранспортера (БТР) сімейства бойових броньованих машин (CVR(T)) британської армії, розроблених Alvis plc. Машина прийнята на озброєння британськими військовими у 1978 році. Spartan зовні схожий на FV102 Striker, за винятком ракетної установки на Striker.
Spartan оснащений бензиновим двигуном 4.2 xk jaguar. Довжина автомобіля становить 5,16 метра, а ширина — 2,48 метра. Із дорожнім просвітом 0,33 метра, бронетранспортер має висоту 2,63 метра. Як варіант БТР сімейства CVR(T), FV103 використовувався невеликими спеціалізованими групами, такими як команди управління мінометним вогнем, зенітні групи, а також розвідувальні групи. Транспортний засіб може перевозити сім осіб у складі трьох членів екіпажу та чотирьох пасажирів або двох членів екіпажу та п'яти пасажирів. БТР озброєний одним 7,62-мм кулеметом L37A1 і може мати чотири диморозрядники з кожного боку. На додаток до ролі БТР він також використовується як несучий транспортний засіб для ракет Swingfire. FV103 має бойову вагу 10 670 кілограмів. Він може розвивати максимальну швидкість 96 км/год і має запас ходу 510 кілометрів. Він може долати підйоми до 60 %.

## Модифікації
FV120 Spartan MCT (Spartan з компактною баштою MILAN) — протитанковий варіант FV103, що має двомісну башту та оснащений двома протитанковими легкими піхотними ракетами MILAN на стартових позиціях, а ще 11 можна перевозити всередині.
«Подовжений Spartan» розглядався як майбутня заміна FV430, адаптований шляхом додавання додаткового ходового колеса, що дозволило збільшити місткість на 3 особи (7+3 екіпаж), а заміна бензинового двигуна Jaguar на дизельний Perkins дозволила збільшити запас ходу. Прототип CVR(T) № 11 (Scorpion) був розширений, щоб продемонструвати, що базовий корпус може використовуватися як бронетранспортер (БТР) на 10 осіб із встановленим дизельним двигуном. Коли тести підтвердили, що подовжена версія зберегла мобільність базового CVR(T) MVEE, потім з нуля побудували ще один прототип з ширшим корпусом під назвою FV4333, пізніше перейменований на Alvis Stormer (Alvis придбав права на розробку).

## Бойове застосування

### Російсько-Українська війна
У першій половині липня 2022 року машини FV103 були помічені на сході України.

## Оператори
- Ботсвана — 6[11]
- Ірак — 100 одиниць в експлуатації
- Йорданія
- Латвія[12]
- Нігерія — невідома кількість транспортних засобів в експлуатації
- Оман
- Велика Британія — на службі в британській армії та полку Королівських повітряних сил[en] (1980—1995)
- Україна — більше 60 одиниць надійшло до ЗСУ у 2022 році

### Велика Британія
У 2006 році в Палаті громад було повідомлено, що 478 автомобілів FV103 перебували на озброєнні збройних сил Сполученого Королівства в квітні того ж року, 452 з них у стані розгортання. До 2007 року на озброєнні Сполученого Королівства перебувало 495 FV103 Spartans. Однак до середини 2009 року вони були замінені на командні та зв'язкові машини Panther.

### Бельгія
Бельгія почала використовувати Spartans разом з іншими транспортними засобами CVR(T) у своїх кавалерійських підрозділах з 1975 року.

### Україна
У 2022 році під час російського вторгнення в Україну британський уряд оголосив, що 35 одиниць FV103 Spartan будуть передані Україні.
Окрім допомоги від уряду Великої Британії, у жовтні 2022 року Петро Порошенко спільно з внесками благодійників придбав певну кількість FV103 «Spartan», FV104 «Samaritan» та FV105 «Sultan».
У листопаді 2022 року фонд Сергія Притули розпочав збір 200 млн грн на закупівлю 50 бронетранспортерів FV103 Spartan для Збройних Сил України. За результатами збору було куплено 60 FV103 Spartan за ціною 3,33 млн грн за одиницю..
На початку березня фонд Сергія Притули уточнив, що всього було зібрано 236 млн гривень, за які було «законтрактовано» 101 одиницю бронетехніки 8 моделей: FV103 Spartan, FV104 Samaritan, FV105 Sultan, Stormer, Shielder, FV432 Bulldog, FV434 та FV106 Samson. Після технічного обслуговування у Великій Британії, станом на початок березня 2023 року, до України вже надійшла перша партія з 24 машин.
9 березня 2023 року стало відомо, що до України прибули 25 броньованих машин FV103 Spartan і FV432, придбаних раніше завдяки ініціативі Світового конґресу українців. Загалом на пожертви з усього світу Конґрес придбав 25 броньованих машин. Зокрема: 12 Spartan FV103, 7 машин 432 APC, два 434 APC, один Spartan SPA8, один Spartan SPA017 та два FV104 Samaritan.